# Konsulat Francji w Gdańsku

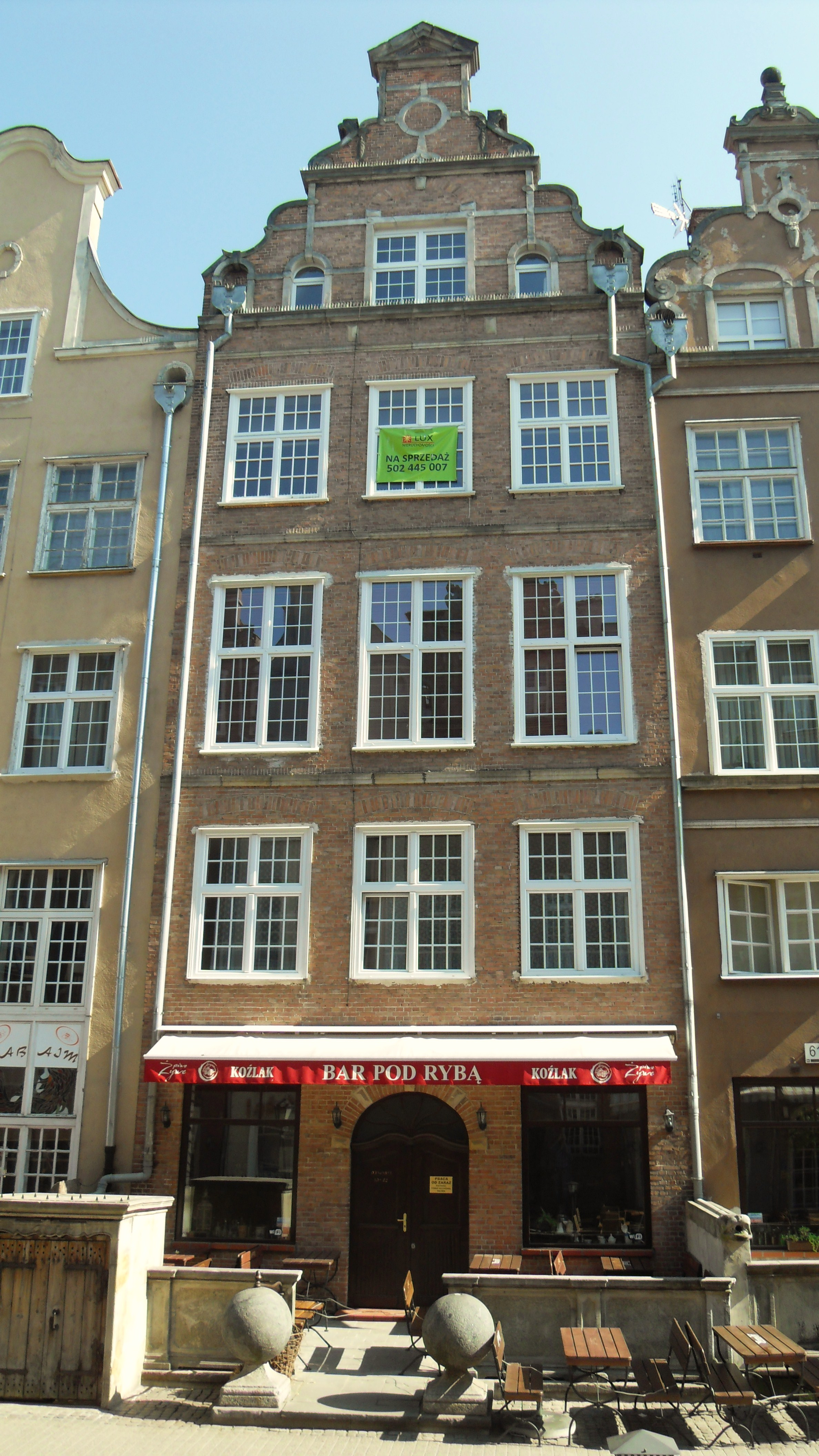
b. siedziba Konsulatu Francji przy ul. Piwnej 63 (1884)

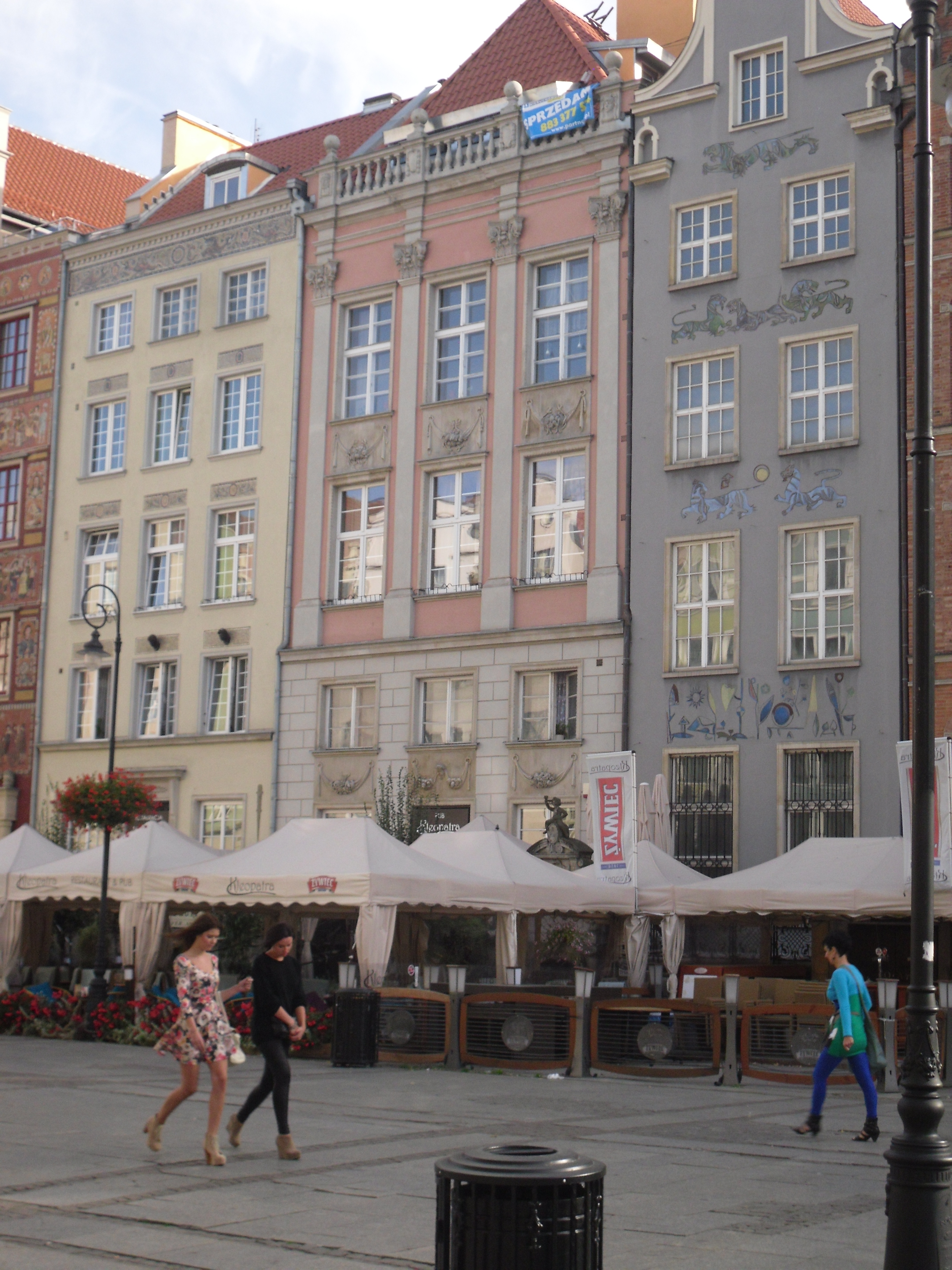
b. siedziba Konsulatu Francji przy Długim Targu 17 (1921-1939)

Konsulat Francji w Gdańsku (fr. Consulat de France à Dantzig (do 1939) Consulat de France à Gdansk (od 1945), Französisches Konsulat in Danzig) – francuska placówka konsularna, najstarszy konsulat na ziemiach polskich.
Obecnie konsulat ma swoją siedzibę w Gdyni.

## Siedziba
Pierwszy konsulat na obecnych terenach RP Francja utworzyła w 1610 w Gdańsku.

### okres do I wojny światowej
- Hundegasse 275, obecnie ul. Ogarna 54 (1839-1844),
- Hundegasse 54 (1867),
- Brotbänkergasse 38, ob. ul. Chlebnicka (1870),
- Brotbänkergasse 43 (1874),
- Brotbänkergasse 38 (1876-1878),
- Langgasse 51, obecnie ul. Długa (1880),
- Jopengasse 63, obecnie ul. Piwna (1884),
- An der neuen Mottlau 7, obecnie ul. Motławska (1886-1888),
- Weidengasse 4a, obecnie ul. Łąkowa (1890-1900), obecnie nie istnieje,
- Weidengasse 11, wejście od Strandgasse, obecnie ul. Dolna 4 (1902-1903),
- Strandgasse 7, obecnie ul. Dolna (1904),
- Weidengasse 9 (1905-1907),
- Karrenwall 5, obecnie ul. Okopowa (1909-1910)[2],
- Reitbahn 7, obecnie ul. Bogusławskiego (1911-1914).

### okres międzywojenny
Po I wojnie światowej w Wolnym Mieście Gdańsku, konsulat ulokowano przy Langer Markt 17, obecnie Długi Targ (1921-1939). W 1939 placówce nadano status konsulatu generalnego, urząd przestał funkcjonować w połowie sierpnia, zaś konsul generalny opuścił miasto po 1 września. 

### okres po II wojnie światowej
Po II wojnie funkcjonował konsulat w Trójmieście, początkowo w Gdańsku przy ul. Pięknej 16 (1945), następnie w Gdyni przy ul. Starowiejskiej 37-2, ul. I Armii WP (1946) oraz przy skwerze Kościuszki (1948); w Gdańsku przy ul. Rokossowskiego 21/ul. Konarskiego 1 (1947-1975), agencja konsularna w Gdańsku w wieżowcu Zieleniak przy Wałach Piastowskich 1 (1980-1990).

## Kierownicy konsulatu

### W okresie Rzeczypospolitej Obojga Narodów
- 1610-1626 – kpt. Jean Cabrol de Blanque, rezydent, konsul (1540-1626)
- 1629-1636 – Henri de Canasilles, rezydent, konsul
- 1636 – płk. baron Charles d’Avaugour, rezydent (1600-1657)
- 1661-1677 – Jean Formont, rezydent (1620-1689)
- 1689 – Daniel Formont, rezydent (1632-1695)
- 1704-1706 – Claude Matthy, rezydent, komisarz (1637-1706)
- 1706-1757 – Louis Matthy, rezydent, komisarz królewski, komisarz morski, konsul (-1757)
- 1748 – hrabia de La Salle, rezydent/minister
- 1750-1753 – de La Fayardie, rezydent
- 1755 – François-Marie Durand, rezydent
- 1755-1756 – de Linau, komisarz morski, rezydent, konsul (-1763)[7]
- 1756-1768 – Jean-François-Joseph Dumont, rezydent (1704-)
- 1768 – Lebas (Lebat), chargé d’affaires, przedstawiciel konsula[8]
- 1768-1773 – hrabia Gérard de Rayneval, chargé d’affaires (1736-1812)
- 1773-1774 – Brunatti, chargé d’affaires
- 1774-1792 – Étienne-Ignace-Laurent de Pons, rezydent i konsul (1735-)
- 1792 – d’Oraison, rezydent

### W okresie I Wolnego Miasta Gdańsk
- 1807-1808 - Alexandre-Louis Lachevardière, konsul (1765-1828)[9]
- 1807-1808 - Emiland Marie Chopin, intendent (1776-1828)
- 1808-1810 – baron Nicolas Massias, rezydent i konsul generalny (1764-1848)
- 1810-1812 - Louis Auguste de Jassaud, wicekonsul/sekretarz generalny (1782-1853)
- 1812-1813 - Louis-Toussaint de La Moussaye, konsul generalny (1778-1854)

### W okresie Królestwa Prus/Cesarstwa Niemieckiego
- 1816-1823 – Jules-Joseph Désaugiers, rezydent i konsul generalny (1776-1855)
- 1824 - Carl Logau, wicekonsul
- 1832-1835 - de la Boutraye, konsul
- 1835-1845 - Ferdinand de Gussy, konsul generalny (1795-1866)
- 1846 - H. Hersant, konsul
- 1848-1851 - Doumerc, konsul
- 1852 - Breuil, konsul
- 1854-1856 - A. Bruant, konsul
- 1858-1861 – Adolphe Grandjean de Montigny, konsul (1800-1876)
- 1864-1868[10] – Pierre Benoît Dauzat-Dembarrère, konsul generalny (1809-1878)
- 1867 - Jules Marce de la Garche, konsul
- 1868 - de La Garde, konsul[11]
- 1869-1870 – Eugen Louis Alexander Bure, konsul (1843-1910)
- 1870-1872 – Alexandre Jacques de Bellaigue de Bughas, konsul (1834-1913)
- 1872-1884 – Félix Émile Verneuil, konsul (1823-)
- 1884[12]-1886 - Edouard Audisio, konsul (1838-1908)
- 1888-1898 – Edouard du Closuel, konsul (1842-1898)
- 1898-1904 – Léon Duplessis (1853-1912)
- 1904-1907 – Graf von/Cte de Jouffroy d’Abbans (1851-1914)
- 1909-1911 – François Denis Monin (1858-)
- 1911-1913 – Raymond Deflin, kierownik wicekonsulatu (1884-1969)
- 1914 – F. Gabriel Bieilhomme

### W okresie II Wolnego Miasta Gdańsk
- 1919-1921 – James Fernand Roger Gueritte, wicekonsul/konsul (1878-)
- 1921-1924 – Édouard Hippolyte Alexandre Gerardin, konsul (1889-1936)
- 1924-1929 – James Fernand Roger Gueritte, konsul
- 1929-1930 – Fernand Puech, konsul (1884-)
- 1931-1934 – Raymond Deflin, konsul (1884-1969)
- 1934 – André Gailliard, p.o. kierownika konsulatu (1905-1977)
- 1934–1939 – baron Guy Leroy de La Tournelle, konsul generalny od 1939 (1898-1982)

### W okresie RP/PRL
- 1945-1948 – André Deltour, konsul w Gdyni
- 1946[13]-1948[4] - Charles Peretti, konsul w Gdańsku
- 1948-1949 – René Bardet, wicekonsul
- 1950-1953 - Jean-François Roux, konsul (1920-)
- 1954- – H. Rabault, wicekonsul
- 1955 – P. E. Gruffaz, konsul